# Primera División (Chile) 1977
Die Primera División 1977, auch unter dem Namen 1977 Campeonato Nacional de Fútbol Profesional bekannt, war die 45. Saison der Primera División, der höchsten Spielklasse im Fußball in Chile.
Die Meisterschaft gewann das Team von Unión Española, das sich damit für die Copa Libertadores 1978 qualifizierte. Es war der fünfte Meisterschaftstitel für den Klub. Zudem qualifizierte sich auch CD Palestino für die Copa Libertadores, das sich in der Liguilla durchsetzen konnte. Der Tabellenletzte Regional Antofagasta, der Verlierer des Entscheidungsspiels Deportes Ovalle und aus der Relegationsliguilla Santiago Wanderers stiegen in die zweite Liga ab. Die Copa Chile gewann wie bei der letzten Austragung 1975 der CD Palestino.

## Modus
Die 18 Teams spielen jeder gegen jeden mit Hin- und Rückspiel. Meister ist die Mannschaft mit den meisten Punkten und qualifiziert sich für die Copa Libertadores. Bei Punktgleichheit entscheidet ein Entscheidungsspiel um die bessere Position, wenn es um die Meisterschaft oder um den Klassenerhalt geht. In den anderen Fällen entscheidet das Torverhältnis. Der Letzte und Vorletzte der Tabelle steigen in die zweite Liga ab. Die zwei Teams auf den Plätzen 15 und 16 spielen eine Relegationsliguilla mit zwei Zweitligisten, von denen in der kommenden Saison die beiden besten Teams erstklassig spielen, die anderen beiden Teams zweitklassig. Die Vereine auf den Tabellenplätzen 2 bis 5 spielen eine Liguilla um den zweiten Startplatz der Copa Libertadores. Bei Punktgleichheit gibt es ein Entscheidungsspiel.

## Teilnehmer
Für die Absteiger Deportes La Serena, Naval de Talcahuano und Rangers de Talca spielen Aufsteiger O’Higgins, Deportivo Ñublense und Audax Italiano in dieser Primera División-Saison. Folgende Vereine nahmen daher an der Meisterschaft 1977 teil:
| Mannschaft           | Stadt             |
| -------------------- | ----------------- |
| Audax Italiano       | Santiago de Chile |
| Regional Antofagasta | Antofagasta       |
| CD Aviación          | Santiago de Chile |
| CSD Colo-Colo        | Santiago de Chile |
| Deportes Concepción  | Concepción        |
| Green Cross Temuco   | Temuco            |
| Everton              | Viña del Mar      |
| CD Huachipato        | Talcahuano        |
| Lota Schwager        | Coronel           |
| Deportivo Ñublense   | Chillán           |
| CD O’Higgins         | Rancagua          |
| Deportes Ovalle      | Ovalle            |
| CD Palestino         | Santiago de Chile |
| Santiago Morning     | Santiago de Chile |
| Santiago Wanderers   | Valparaíso        |
| Unión Española       | Santiago de Chile |
| Universidad Católica | Santiago de Chile |
| Universidad de Chile | Santiago de Chile |

## Tabelle
| Pl.                       | Verein                 | Sp. | S  | U  | N  | Tore    | Diff. | Punkte |
| ------------------------- | ---------------------- | --- | -- | -- | -- | ------- | ----- | ------ |
| 1.                        | Unión Española         | 34  | 21 | 9  | 4  | 072:280 | +44   | 51     |
| 2.                        | Everton (M)            | 34  | 20 | 9  | 5  | 064:380 | +26   | 49     |
| 3.                        | CD Palestino           | 34  | 18 | 11 | 5  | 070:330 | +37   | 47     |
| 4.                        | CSD Colo-Colo          | 34  | 15 | 12 | 7  | 056:430 | +13   | 42     |
| 5.                        | Universidad de Chile   | 34  | 13 | 13 | 8  | 050:330 | +17   | 39     |
| 6.                        | Lota Schwager          | 34  | 11 | 14 | 9  | 046:450 | +1    | 36     |
| 7.                        | Deportes Concepción    | 34  | 14 | 7  | 13 | 048:520 | −4    | 35     |
| 8.                        | CD Aviación            | 34  | 12 | 10 | 12 | 048:530 | −5    | 34     |
| 9.                        | Audax Italiano (N)     | 34  | 12 | 9  | 13 | 048:530 | −5    | 33     |
| 10.                       | O’Higgins (N)          | 34  | 10 | 11 | 13 | 040:440 | −4    | 31     |
| 11.                       | CD Huachipato          | 34  | 9  | 12 | 13 | 039:460 | −7    | 30     |
| 12.                       | Green Cross Temuco     | 34  | 10 | 10 | 14 | 046:620 | −16   | 30     |
| 13.                       | Deportivo Ñublense (N) | 34  | 8  | 12 | 14 | 038:450 | −7    | 28     |
| 14.                       | Universidad Católica   | 34  | 8  | 12 | 14 | 036:480 | −12   | 28     |
| 15.                       | Santiago Wanderers     | 34  | 9  | 10 | 15 | 050:660 | −16   | 28     |
| 16.                       | Deportes Ovalle        | 34  | 6  | 15 | 13 | 042:520 | −10   | 27     |
| 17.                       | Santiago Morning       | 34  | 9  | 9  | 16 | 039:500 | −11   | 27     |
| 18.                       | Regional Antofagasta   | 34  | 5  | 7  | 22 | 029:660 | −37   | 17     |
| Quelle: , Stand: Endstand |                        |     |    |    |    |         |       |        |

| (M) | Vorjahresmeister |
| (N) | Aufsteiger       |

## Entscheidungsspiel um die Teilnahme an der Relegationsliguilla
|                  | Ergebnis |                 |
| ---------------- | -------- | --------------- |
| Santiago Morning | 2:1      | Deportes Ovalle |

Das Spiel fand am 27. November 1977 im Estadio Elías Figueroa Brander in Valparaíso statt. Deportes Ovalle steigt mit der Niederlage direkt in die zweite Liga ab, während Santiago Morning an der Relegationsliguilla teilnehmen darf.

## Beste Torschützen
| Rang | Spieler             | Klub                | Tore |
| ---- | ------------------- | ------------------- | ---- |
| 1    | Óscar Fabbiani      | CD Palestino        | 34   |
| 2    | Jorge Peredo        | Unión Española      | 22   |
| 3    | Juan Domingo Loyola | Green Cross Temuco  | 17   |
| 4    | José Luis Ceballos  | Everton             | 16   |
| 5    | Julio Crisosto      | CSD Colo-Colo       | 14   |
|      | Víctor Estay        | Deportes Concepción | 14   |

## Liguilla um die Teilnahme an der Copa Libertadores
| Pl. | Verein               | Sp. | S | U | N | Tore    | Diff. | Punkte |
| --- | -------------------- | --- | - | - | - | ------- | ----- | ------ |
| 1.  | CD Palestino         | 3   | 2 | 1 | 0 | 005:300 | +2    | 05     |
| 2.  | Everton (M)          | 3   | 1 | 1 | 1 | 006:500 | +1    | 03     |
| 3.  | CSD Colo-Colo        | 3   | 1 | 1 | 1 | 004:400 | ±0    | 03     |
| 4.  | Universidad de Chile | 3   | 0 | 1 | 2 | 004:700 | −3    | 01     |

## Relegationsliguilla
| Pl. | Verein                 | Sp. | S | U | N | Tore    | Diff. | Punkte |
| --- | ---------------------- | --- | - | - | - | ------- | ----- | ------ |
| 1.  | Santiago Morning (1)   | 3   | 2 | 1 | 0 | 007:300 | +4    | 05     |
| 2.  | CD Cobreloa (2)        | 3   | 1 | 2 | 0 | 005:200 | +3    | 04     |
| 3.  | Santiago Wanderers (1) | 3   | 0 | 2 | 1 | 003:600 | −3    | 02     |
| 4.  | Malleco Unido (2)      | 3   | 0 | 1 | 2 | 002:600 | −4    | 01     |